# Magyar Filmdíj a legjobb operatőrnek (dokumentumfilm)
A Magyar Filmdíj a legjobb operatőrnek elismerés a 2014-ben alapított Magyar Filmdíjak egyike, amelyet a Magyar Filmakadémia (MFA) tagjainak szavazata alapján 2019 óta ítélnek oda egy-egy év magyar dokumentumfilm-termésének valamely alkotása legjobbnak tartott operatőrének.
A díjra történő jelölés nem automatikus; arra azon filmek alkotói jöhetnek számításba, amelyeket beneveztek a „legjobb dokumentumfilm” kategóriába. Nevezni az előző év január 1. és december 31. között televíziós csatorna műsorára tűzött, vagy nemzetközi filmfesztiválon versenyben vagy versenyen kívül szerepelt dokumentumfilmet lehet.
A jelölés és kiválasztás rendszeréről a Filmakadémia 2018-as közgyűlése döntött. A televíziós alkotások nevezési és regisztrációs határidejét év elején közli az MFA. A Magyar Filmhét versenyprogramjába került dokumentarista alkotások operatőrei közül a díjra érdemesnek tartott művészt az Akadémia tagjai egykörös titkos szavazással választják ki.
Az ünnepélyes díjátadóra Budapesten, a Magyar Filmhetet lezáró televíziós gálán kerül sor minden év elején.

## Díjak és jelölések
| Év (Gála) | Díjazottak                   | Megjegyzés |
| --------- | ---------------------------- | ---------- |
| 2019 (4.) | Bordás Róbert – Gettó Balboa | [ 4 ]      |